# پالاتیک
پالاتیک (به بلغاری: Palatik) یک منطقهٔ مسکونی در بلغارستان است که در بلیتسا واقع شده‌است.
 پالاتیک  ۲۸۶ نفر جمعیت دارد.